# Юхач, Мари
Мари Юхач (нем. Marie Juchacz; урожденная Гольке (нем. Gohlke); 15 марта 1879, Ландсберг-на-Варте, Германия — 28 января 1956, Дюссельдорф, ФРГ) — деятельница СДПГ, борец за социальные реформы и права женщин.

## Биография
В 1893 году, после окончания восьмилетней школы в Ландсберге-на-Варте, Мари поступила в горничные, а после этого некоторое время трудилась на фабрике. В 1896—1898 годах работала санитаркой. Затем, пройдя обучение, она стала работать портнихой и занималась этим до 1913 года. В 1903—1906 годах была замужем за портным Бернхардом Юхачем. Во время Первой мировой войны вместе с Анной Марией Шульте, Элизабет Рёль и Эльзой Меерфельд работала в центре по предоставлению надомной работы, а также входила в состав продовольственной комиссии.
Заинтересовалась политикой под влиянием прочитанных книг социалиста Августа Бебеля («Женщина и социализм») и пацифистки Берты фон Зутнер («Долой оружие!»). Являлась членом СДПГ с 1908 года. В 1917 году, после того, как в составе левого крыла, создавшего НСДПГ, СДПГ покинула Клара Цеткин, Юхач по предложению Фридриха Эберта заняла в руководстве партии её пост секретаря по делам женщин, а также сменила её в качестве главного редактора женской газеты Die Gleichheit.
В 1919 году Юхач стала одной из 37 женщин, избранных в Веймарское учредительное собрание (также в числе депутатов от СДПГ была избрана её сестра Элизабет Рёль). 19 февраля она выступила с речью, которую начала следующими словами:

Господа и дамы! (Оживление в зале.) Это первый случай, когда женщина получила право выступать в парламенте свободно и наравне с мужчинами, и я с полной объективностью могу констатировать, что это является революцией и знаком того, что Германия преодолевает старые предрассудки.Оригинальный текст (нем.)Meine Herren und Damen! (Heiterkeit.) Es ist das erste Mal, dass eine Frau als Freie und Gleiche im Parlament zum Volke sprechen darf, und ich möchte hier feststellen, ganz objektiv, dass es die Revolution gewesen ist, die auch in Deutschland, die alten Vorurteile überwunden hat.

Стала единственной женщиной в конституционном комитете Учредительного собрания.
13 декабря 1919 года основала организацию по оказанию благотворительной помощи рабочим Arbeiterwohlfahrt (AWO) и возглавляла её до 1933 года.
В 1920—1933 годах была членом рейхстага.
После прихода нацистов к власти ими была сожжена книга Юхач «Благотворительная помощь рабочим», а сама Юхач иммигрировала в Саар. После того, как 13 января 1935 года население Саара проголосовало за воссоединение с Германией, переехала в Эльзас, а после начала Второй мировой войны — в Париж, а затем в Марсель. В 1941 году нелегально приехала в США.
В 1949 году вернулась в Германию и стала почетным председателем AWO.

## Память
В честь Юхач названы улицы в нескольких городах. В 1969 году AWO учредила памятную медаль имени Мари Юхач. Её имя носит зал в здании бундестага, где заседает руководство фракции СДПГ. В 2003 году немецкая почта выпустила в серии «Деятельницы немецкой истории» почтовую марку с портретом Юхач номиналом 1 евро.